# Schulhaus Aumund
Das Schulhaus Aumund befindet sich in Bremen, Stadtteil Vegesack, Ortsteil Vegesack, Borcherdingstraße 10. Das Haus entstand um nach 1845 nach Plänen vom Maurermeister Flathmann. Es steht seit 1991 unter Bremer Denkmalschutz.

## Geschichte
Die erste Schule in Alt-Aumund soll vor 1721 gebaut worden sein. Die Alt-Aumunder Schule unterstand der Kirche zu Lesum. Die Schule fand 1753 eine erste Erwähnung. 1786 erfolgte an der Ecke Grenzstraße/Bergstraße (heute Aumunder Heerweg/ Borcherdingstraße) der Bau des zweiten Aumunder Schulhauses als Fachwerkhaus für ca. 300 Kinder.
Das eingeschossige, schlichte, denkmalgeschützte und dritte Schulhaus aus Backstein mit einem Satteldach und profiliertem Traufgesims wurde um nach 1845 in der Epoche Klassizismus bzw. Historismus in Alt-Aumund für die Kirche gebaut. Durch Umbaumaßnahmen veränderte sich der Grundriss und die Fassade. Bis 1906/07 diente es als Schule, danach als Wohnhaus.
Ein viertes Schulhaus entstand 1863 auf einem Nachbargrundstück, das 1891 zwei weitere Klassenräume erhielt. In diesem Klinkerbau ist heute eine Rote-Kreuz-Station.

1875 gründete sich in Aumund eine selbstständige Aumunder Kirche, die bis 1877 ihr Kirchgebäude errichtete.

1906 baute die Schulgemeinde ein zweigeschossiges achtklassiges, nunmehr fünftes Schulhaus nördlich der Aumunder Kirche. Diese inzwischen staatliche Schule Alt-Aumund hieß seit 1953 Schule Aumund und heute (2018) Grundschule Alt-Aumund. Sie ersetzte die dritte Schule.
Heute (2018) wird das dritte Schulhaus als Wohnhaus genutzt.